# 1984
1984（千九百八十四、一九八四、せんきゅうひゃくはちじゅうよん）は、自然数また整数において、1983の次で1985の前の数である。

## 性質
- 1984 は合成数であり、約数は 1, 2, 4, 8, 16, 31, 32, 62, 64, 124, 248, 496, 992, 1984 である。
  - 約数の和は4064。
    - 488番目の過剰数である。1つ前は1980、次は1986。
- 1984 = 26 × (25 − 1)
  - n = 5 のときの 2n+1(2n − 1) の値とみたとき1つ前は480、次は8064。(オンライン整数列大辞典の数列 A059153)
- 1/1984 = 0.000504032258064516129… (下線部は循環節で長さは15)
  - 逆数が循環小数になる数で循環節が15になる31番目の数である。1つ前は1860、次は2214。
- 約数の和が1984になる数は2個ある。(1281, 1891) 約数の和2個で表せる119番目の数である。1つ前は1974、次は1988。
- 各位の和が22になる48番目の数である。1つ前は1975、次は1993。
- 1984 = 26 × 31
  - 2つの異なる素因数の積で p6 × q の形で表せる11番目の数である。1つ前は1856、次は2368。(オンライン整数列大辞典の数列 A189987)
- 1984 = 472 − 225
  - n = 47 のときの n2 − 152 の値とみたとき1つ前は1891、次は2079。(オンライン整数列大辞典の数列 A132772)

## その他 1984 に関連すること
- 西暦1984年
- 『1984』（邦題：『1984年』）は、イギリスの作家ジョージ・オーウェルの小説。また、それを原作とした映画。1984 (1956年の映画)と1984 (1984年の映画)の2作品がある。他にもテレビドラマ、オペラ、漫画が存在する。詳細は1984年 (小説)#題材作品を参照のこと。
- 『1984』（邦題：『デカダンス1984』）は、リック・ウェイクマンのアルバム。上記小説をモチーフとしている。
- 『1984』は、デヴィッド・ボウイの7枚目のアルバム『ダイアモンドの犬』の収録曲。上記小説をモチーフとしている。
- 『1984』は、ヴァン・ヘイレンの6枚目のアルバム。「1984 (アルバム)」を参照。
- 『1984』は、日本のロックバンドandymoriの2枚目のフルアルバム「ファンファーレと熱狂」の収録曲。BSフジ『旅するハイビジョン 全国百線鉄道の旅』の最終回（第90回・阪堺電気軌道阪堺線、2014年9月28日初回放送）のエンディングテーマとして使用された。